# Comuna Höör
Höör (Höörs kommun) este o comună din comitatul Skåne län, Suedia, cu o populație de 15.637 locuitori (2013).

## Geografie

### Zone urbane
Lista celor mai mari zone urbane din comună (anul 2015) conform Biroului Central de Statistică al Suediei:
| Nr | Zona urbană         | Pop.   |
| -- | ------------------- | ------ |
| 1  | Höör                | 12.152 |
| 2  | Tjörnarp            | 829    |
| 3  | Jularp și Sjunnerup | 234    |
| 4  | Norra Rörum         | 210    |
| 5  | Snogeröd            | 208    |

## Demografie
| \| Evoluția demografică în comuna Höör, 1970–2015 \| Evoluția demografică în comuna Höör, 1970–2015 \| Evoluția demografică în comuna Höör, 1970–2015 \| Evoluția demografică în comuna Höör, 1970–2015 \| Evoluția demografică în comuna Höör, 1970–2015 \| \| ----------------------------------------------------------------------------------------------------- \| ---------------------------------------------- \| ---------------------------------------------- \| ---------------------------------------------- \| ---------------------------------------------- \| \| An \| \| \| Locuitori \| \| \| 1970 \| 1970 \| \| 8871 \| 8871 \| \| 1975 \| 1975 \| \| 10005 \| 10005 \| \| 1980 \| 1980 \| \| 10902 \| 10902 \| \| 1985 \| 1985 \| \| 11499 \| 11499 \| \| 1990 \| 1990 \| \| 12893 \| 12893 \| \| 1995 \| 1995 \| \| 13673 \| 13673 \| \| 2000 \| 2000 \| \| 13976 \| 13976 \| \| 2005 \| 2005 \| \| 14604 \| 14604 \| \| 2010 \| 2010 \| \| 15460 \| 15460 \| \| 2015 \| 2015 \| \| 15970 \| 15970 \| \| Sursa: SCB - Statistika Centralbyrån, Folkmängd efter region, civilstånd, ålder och kön. År 1968–2016 \| \| \| \| \| |      |  |           |       |
| Evoluția demografică în comuna Höör, 1970–2015 |      |  |           |       |
| An |      |  | Locuitori |       |
| 1970 | 1970 |  | 8871      | 8871  |
| 1975 | 1975 |  | 10005     | 10005 |
| 1980 | 1980 |  | 10902     | 10902 |
| 1985 | 1985 |  | 11499     | 11499 |
| 1990 | 1990 |  | 12893     | 12893 |
| 1995 | 1995 |  | 13673     | 13673 |
| 2000 | 2000 |  | 13976     | 13976 |
| 2005 | 2005 |  | 14604     | 14604 |
| 2010 | 2010 |  | 15460     | 15460 |
| 2015 | 2015 |  | 15970     | 15970 |
| Sursa: SCB - Statistika Centralbyrån, Folkmängd efter region, civilstånd, ålder och kön. År 1968–2016 |      |  |           |       |